# アトランティックスティングレイ
アトランティックスティングレイ（学名：Hypanus sabinus）は、トビエイ目アカエイ科の一種。チェサピーク湾からメキシコまでの北アメリカの大西洋岸に分布する。吻部は同地域のアカエイ科の中では比較的長い。食用としての需要は少なく、アクアリウムで飼育される事がある。

## 分類
フランスの博物学者シャルル・アレクサンドル・ルスールによって、1817年のアカデミーのフロリダ遠征中にアメリカの博物学者ティティアン・ピールが採集した傷のある雄の標本に基づき、1824年のフィラデルフィア自然科学アカデミー雑誌において Trygon sabina として記載された。それ以来、多くの研究者によって Pastinaca、Dasybatus (またはDasibatisおよびDasybatis )、Amphotistius 属などとされてきたが、最終的にこれらはすべて Dasyatis 属のシノニムとされた。
2001年のLisa Rosenbergerによる形態学に基づく系統解析によると、本種は属の中でも基部の種であり、アメリカアカエイ(H. americana)、Bathytosia centroura 、ザラザラエイ(H.guttatus)、Fontitrygon margaritella を含む大きなクレードの外群である。

## 分布と生息地

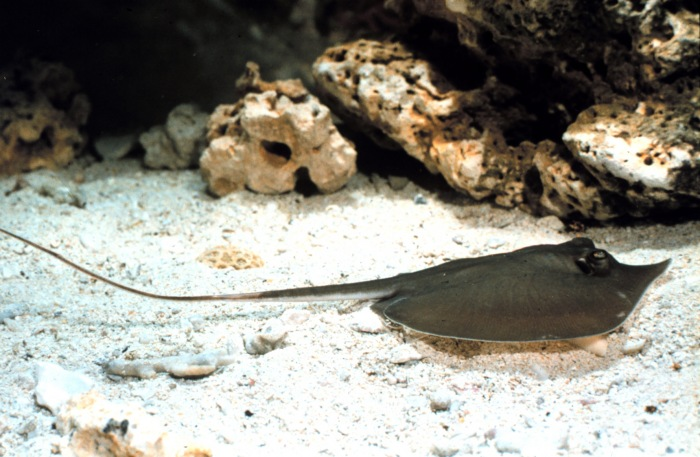
砂泥底に生息する。

チェサピーク湾からフロリダ、メキシコ湾を通り、メキシコのカンペチェまでの大西洋岸に分布する。グレナダ、スリナム、ブラジルでの記録は誤認の可能性がある。淡水域に生息する個体もおり、ミシシッピ川、ポンチャートレイン湖、フロリダのセントジョンズ川からの記録がある。セントジョンズ川水系の個体群は、北米で唯一恒常的に淡水域に生息する板鰓類の個体群である。
沿岸部の砂やシルト質の浅場、河口、ラグーンに生息する。水温は15°以上を好み、30°以上であっても生存できる。暖かい水域を好むため、夏と秋はチェサピーク湾北部に生息し、冬には深場に移動する。沿岸部では水深2-6mの浅場に留まるが、沖合では、水深25mまで見られる。

## 形態
アカエイ科の中では小型で、最大体長は61cm、体重は4.9kg。体盤は横幅が若干長いスペード型で、角は丸く、前縁が凹む。吻部は比較的長い。口内に三つの乳頭突起がある。歯は丸く、表面は平らで尖っていない。繁殖期になると、交尾中に雌に噛みつく為、性成熟した雄の歯は湾曲し長く鋭くなる。尾は長く鞭状で、体盤幅の4分の1の長さの鋸歯状の毒棘がある。棘は毎年6月から10月の間に生え変わる。尾の前部には上下に鰭膜がある。
大型の個体は、背中の正中線に沿って尾棘起部まで結節や棘が並ぶ。大型の雌は目や気門の周囲に結節ができる場合もある。背面は茶色または黄褐色で縁は色が薄く、正中線に沿って暗い縞が入る個体もおり、腹面は白または明るい灰色。尾鰭の鰭膜は黄色がかっている。大型個体は尾の基部近くに灰色の斑点があり、体盤縁が暗色になる。

## 生態

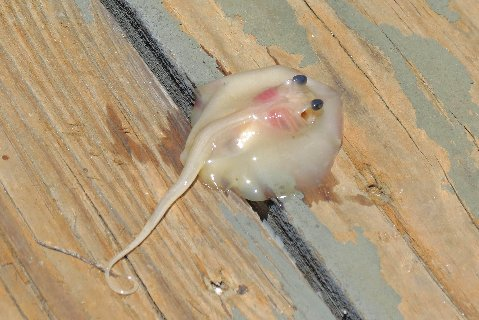
仔エイ

主に二枚貝、ハナギンチャク、端脚類、甲殻類、ゴカイなどの底生無脊椎動物を捕食し、ロレンチーニ器官で微弱な電気を感知し、獲物を発見する。地域によって餌は異なる。イタチザメやオオメジロザメなどのサメ、淡水域ではアメリカアリゲーターに捕食される。淡水域の個体には、皮膚粘膜を食べる鰓尾類が寄生する。
淡水にも生息するが生理学的には適応しておらず、 ポタモトリゴン科の淡水エイのような特殊な浸透圧調節機構は無い。淡水域への定着が比較的最近（100万年未満）であること、淡水の個体群が塩水でも生存できるため、遺伝的隔離が不完全であることが原因と考えられる。淡水の個体群の血液中の尿素やその他のオスモライトの濃度は、海洋の個体群と比較して30-50%だが、体液と外部環境の間の浸透圧により水が流入してくる為、浸透圧調節のために薄い尿を大量に(海洋の個体群の10倍)排出する。
胎生であり、繁殖期は毎年9月か10月から4月にかけてだが、排卵は3月下旬から4月上旬まで起こらない。雄は雌の後を追い、雌の体や鰭に噛みつき、体盤を掴んで交尾を行う。胚は生後60日目頃まで卵黄によって維持され、その後は子宮乳によって栄養を与えられる。4-4.5か月の妊娠期間を経て、7月下旬から8月上旬にかけて1-4匹の仔エイが生まれる。仔エイの体盤幅は10-13cm。海洋の個体群では雄が体盤幅20cmで、雌は体盤幅24cmで性成熟する。淡水の個体群は雄が体盤幅21cmで、雌は体盤幅22cmで性成熟する。

## 人との関わり
踏むと毒棘に刺され、まれに生命に関わる傷を負う可能性がある。ノースカロライナ沖のヒラメを対象とした刺し網で混獲されるが、そのほとんどは生きたまま放流される。娯楽用および商業用のマスを対象とした刺し網、サメを対象とした流し網、沿岸トロール網などで混獲されることもある。本種を対象とした漁業は無く、混獲による死亡率も低いと思われるため、IUCNは低危険種と評価している。しかし淡水の個体群では、水質の悪化により健康状態と生殖能力が低下しているものもある。